# Chronicon Scotorum
Das Chronicon Scotorum ist eine vom Sligoer Historiker Dubhaltach Mac Fhirbhisigh um die Zeit zwischen 1640 und 1650 angefertigte Kopie mittelalterlicher Annalen, die im Original nicht mehr erhalten geblieben sind. Sie sind weitgehend in irischer Sprache verfasst mit einigen lateinischen Einträgen. Die Chronik beginnt mit einem erzählenden kurzen Teil für die Zeit vor Patrick und deckt mit regulären Einträgen die Zeiträume von 353 bis 722, 804 bis 1135 und 1141 bis 1149 ab.

## Entstehungsgeschichte
Entsprechend der Analyse von Kathleen Hughes handelt es sich beim Chronicon Scotorum weitgehend um eine Kopie der Annalen von Tigernach. Ihre Annahme basiert darauf, dass die Ergänzungen der Annalen von Tigernach im Vergleich zu den Annalen von Ulster insbesondere bei Einträgen, die Clonmacnoise betreffen, weitgehend im Chronicon Scotorum wieder zu finden sind. Die wenigen Einträge, die im Chronicon Scotorum aufgeführt sind und in den Annalen von Tigernach fehlen, legen nach Ansicht von Kathleen Hughes die Vermutung nahe, dass als Vorlage nicht die überlieferte Form der Annalen von Tigernach gedient habe, sondern eine ältere, nicht mehr zur Verfügung stehende Fassung. Zu diesen Einträgen, die sonst nirgends so ausführlich überliefert sind, gehört beispielsweise die Beschreibung der Schlacht von Lethirbe im Jahre 630.
Die Hypothese von Hughes wird von Daniel P. McCarthy abgelehnt (siehe auch Chronik von Irland).
Die letzten Einträge aus den Jahren 1141 bis 1149 wurden erst in der von Hennessy 1866 herausgegebenen Edition zu den anderen Annalen hinzugefügt, offenbar weil sie ebenfalls aus der Hand von Dubhaltach Mac Fir-Bhisigh stammen. Die Herkunft des Inhalts ist aber nicht näher bekannt.

## Erhaltene Handschriften
Die von Dubhaltach Mac Fhirbhisigh hergestellte Handschrift liegt in der Bibliothek des Trinity College in Dublin. Sie umfasst den Zeitraum bis 1135. Es gibt einige spätere handschriftlichen Kopien davon, die jedoch inhaltlich nichts hinzufügen.